# Divan klub
Divan klub byl exkluzivní spolek založený v Anglii 18. století. Jeho členství bylo otevřeno pouze pro zámožné pány, kteří navštívili Osmanskou říši. Své jméno klub odvodil od tureckého slova divan, označujícího audienční sál.

## Založení a působení
Klub byl založen v roce 1744 dvěma významnými osobnostmi tehdejší britské společnosti: Johnem Montaguem, 4. hrabětem ze Sandwiche (známým mimo jiné jako údajný vynálezce sendviče), a ministrem financí sirem Francisem Dashwoodem, který byl zároveň prominentním členem Společnosti diletantů.
Klub sdružoval britské šlechtice a učence, kteří se věnovali studiu antického umění a architektury a podporovali expedice do Středomoří.
Členové  se scházeli, aby si společně vychutnali večeře a sdíleli své zážitky z cest po Orientu. Mezi nimi se nacházeli  cestovatelé, kteří svými cestopisy významně přispěli k prohloubení evropského povědomí o kultuře a umění v oblastech ovládaných Osmanskou říší.
Klub nefungoval pouze na akademické rovině. V jeho rámci fungoval "harém," do kterého byly zvány prostitutky a kde probíhaly orgie. Častou návštěvnicí harému byla kurtizánka Fanny Murrayová. 
Klub fungoval pouhé dva roky a ukončil svou činnost v roce 1746. Tento zánik je často spojován s tím, že Sir Francis Dashwood v témže roce založil Klub pekelného ohně, jehož aktivity byly mnohem kontroverznější a méně akademické.

## Obnovení
V roce 2007 došlo k obnovení klubu na slavnostní večeři pořádané v londýnském Klubu cestovatelů (The Travellers Club). Od té doby se klub pravidelně schází v Londýně i v Istanbulu. Současné členství je otevřené jak mužům, tak ženám. Sdružuje rozmanitou skupinu odborníků na dědictví Osmanské říše a moderní Turecko, včetně spisovatelů, historiků, diplomatů, vydavatelů, bankéřů a archeologů.